# Idastrandia orientalis
Idastrandia orientalis là một loài nhện trong họ Salticidae.
Loài này thuộc chi Idastrandia. Idastrandia orientalis được Szombathy miêu tả năm 1915.